# توئوکن رانبو: هانامارو
توئوکن رانبو: هانامارو (ژاپنی: 刀剣乱舞-花丸-) (انگلیسی: Touken Ranbu: Hanamaru) یک سری انیمه تلویزیونی به زبان ژاپنی است که توسط دوگا کوبو تولید شده‌است.